# Іщенко Іван Іванович (козак)
Іва́н Іва́нович І́щенко (29 травня 1898, Зіньків, Полтавська губернія — 22 листопада 1921, містечко Базар, Базарська волость, Овруцький повіт, Волинська губернія) — козак 4-ї гарматної бригади 4-ї Київської дивізії Армії УНР, учасник Другого Зимового походу.

## Життєпис
Народився 29 травня 1898 року в місті Зіньків Полтавської губернії (нині районний центр Полтавської області) в українській родині.
Закінчив офіцерську школу у місті Торунь.
Працював торгівцем.
Не входив до жодної партії.
В Армії УНР з 1919 року.
Під час Другого Зимового походу — козак 4-ї гарматної бригади 4-ї Київської дивізії.
Розстріляний більшовиками 22 листопада 1921 року у містечку Базар.
Реабілітований 27 квітня 1998 року.

## Вшанування пам'яті
- Його прізвище викарбуване серед інших на Меморіалі Героїв Базару.